# Dharmanagar
Dharmanagar est une ville située dans le district du Tripura du Nord dans l’État du Tripura au nord-est de l'Inde. En 2015, sa population était de 45 887 habitants.

## Source de la traduction
- (en) Cet article est partiellement ou en totalité issu de l’article de Wikipédia en anglais intitulé « Dharmanagar » (voir la liste des auteurs).